# Ophiomusa
Famille
Genre
Ophiomusa, seul représentant de famille des Ophiomusaidae, est un genre d'ophiures (groupe frère des étoiles de mer), de l'ordre des Ophiurida. 

## Liste des espèces
Selon World Register of Marine Species (18 juin 2018) :
- Ophiomusa acufera (Lyman, 1875)
- Ophiomusa africana (Koehler, 1909)
- Ophiomusa alecto (A.H. Clark, 1936)
- Ophiomusa alta (Koehler, 1904)
- Ophiomusa anaelisae (Tommasi & Abreu, 1974)
- Ophiomusa anisacantha (H.L. Clark, 1928)
- Ophiomusa archaster (Lyman, 1878)
- Ophiomusa armata (Koehler, 1922)
- Ophiomusa aspera (Koehler, 1930)
- Ophiomusa australe (H.L. Clark, 1928)
- Ophiomusa binghami (Boone, 1928)
- Ophiomusa biporica (Castillo-Alárcon, 1968)
- Ophiomusa breve (H.L. Clark, 1939)
- Ophiomusa canaliculata (H.L. Clark, 1917)
- Ophiomusa constricta (Mortensen, 1936)
- Ophiomusa faceta (Koehler, 1922)
- Ophiomusa facunda (Koehler, 1922)
- Ophiomusa fallax (Koehler, 1904)
- Ophiomusa granosa (Lyman, 1878)
- Ophiomusa incerta (Koehler, 1930)
- Ophiomusa kimblae (Baker, 1979)
- Ophiomusa leptobrachia (H.L. Clark, 1941)
- Ophiomusa ligata (Koehler, 1922)
- Ophiomusa longispina (Koehler, 1930)
- Ophiomusa luetkeni (Lyman, 1878)
- Ophiomusa lunare (Lyman, 1878)
- Ophiomusa lymani (Wyville Thomson, 1873)
- Ophiomusa micropora (H.L. Clark, 1941)
- Ophiomusa miranda (Koehler, 1930)
- Ophiomusa moniliforme (H.L. Clark, 1941)
- Ophiomusa morio (Koehler, 1922)
- Ophiomusa muta (Hertz, 1927)
- Ophiomusa oligoplaca (H. L. Clark, 1915)
- Ophiomusa relicta (Koehler, 1904)
- Ophiomusa rosacea (A.H. Clark, 1936)
- Ophiomusa rugosa (Koehler, 1914)
- Ophiomusa scalare (Lyman, 1878)
- Ophiomusa serrata (Lyman, 1878)
- Ophiomusa simplex (Lyman, 1878)
- Ophiomusa stellata (Verrill, 1899)
- Ophiomusa testudo (Lyman, 1875)
- Ophiomusa tripassalota (H.L. Clark, 1917)
- Ophiomusa trychna (H.L. Clark, 1911)
- Ophiomusa ultima Hertz, 1927
- Ophiomusa valdiviae (Hertz, 1927)
- Ophiomusa valida (Ljungman, 1872)
- Ophiomusa zela (A.H. Clark, 1949)

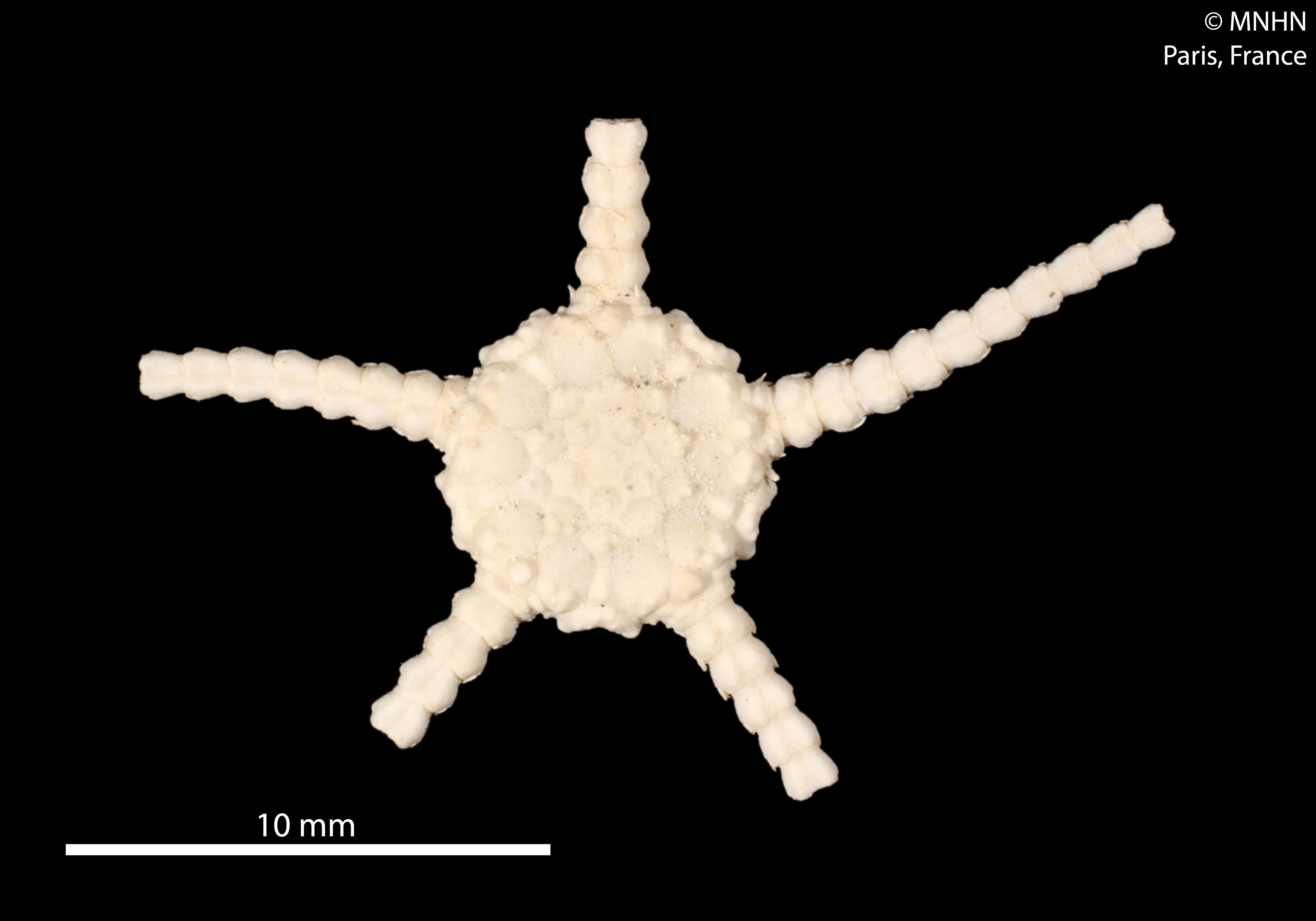
Ophiomusa acufera (MNHN).
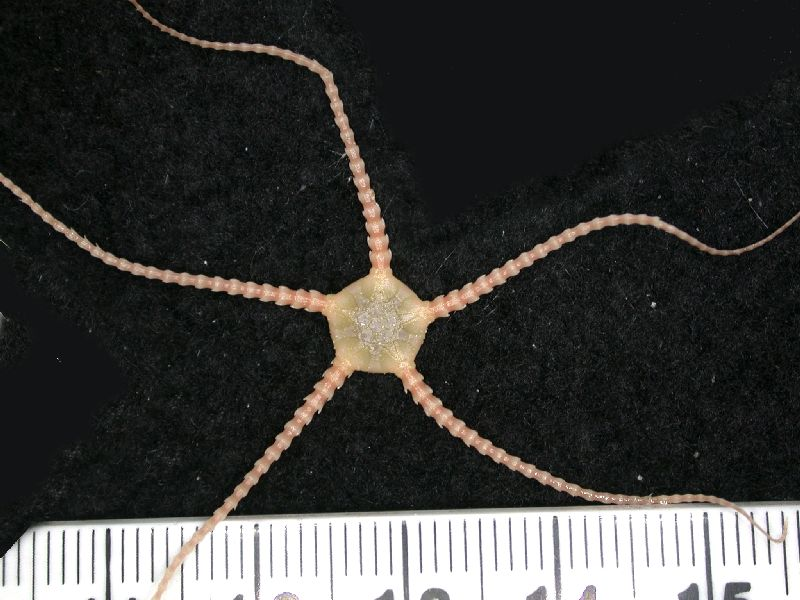
Ophiomusa anisacantha.
Ophiomusa aspera.
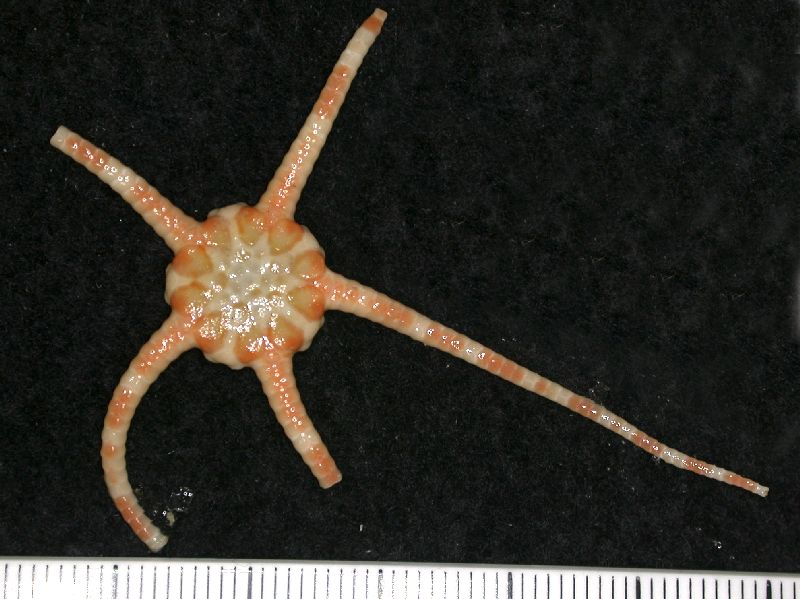
Ophiomusa australe.
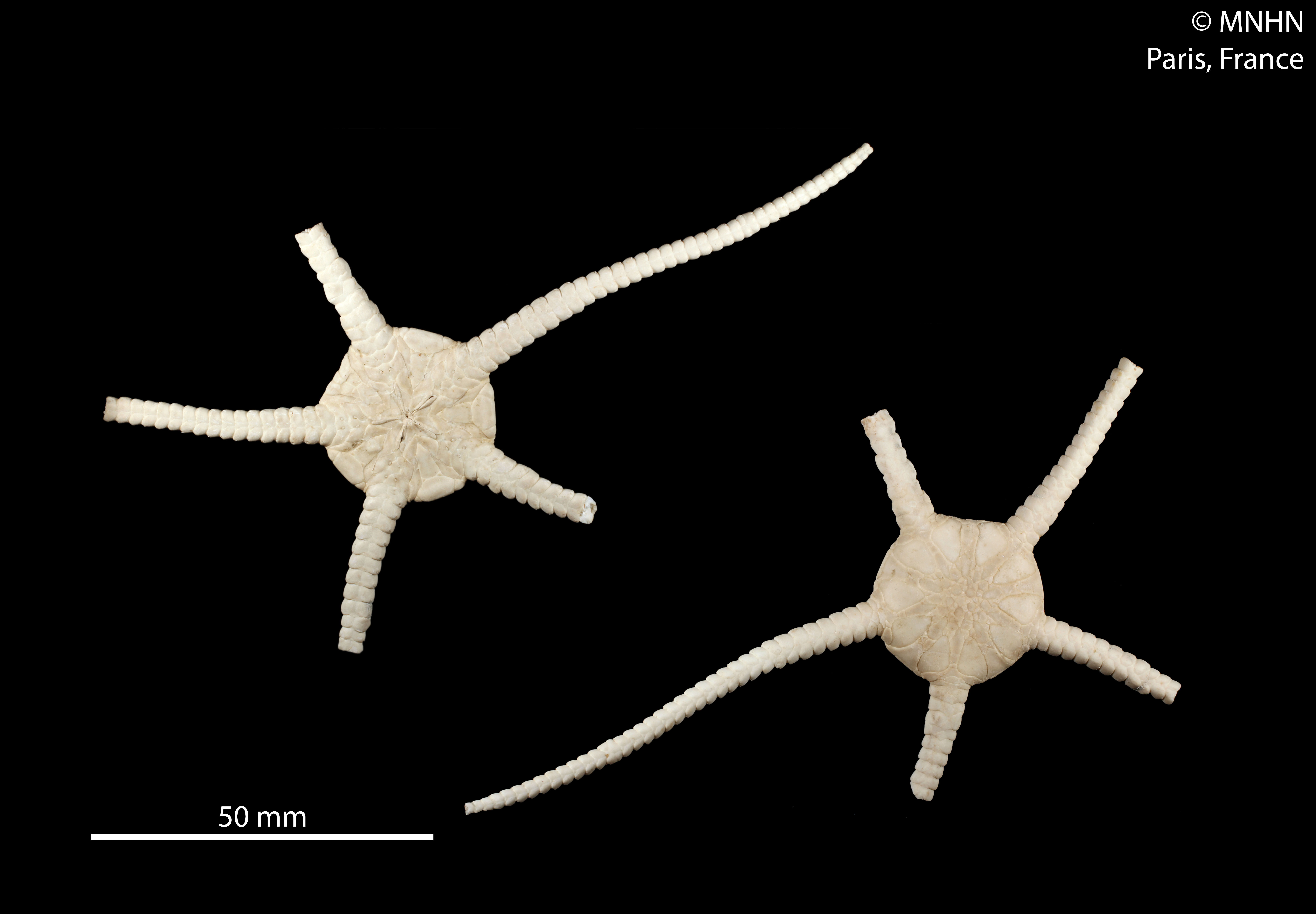
Ophiomusa faceta madecassia.
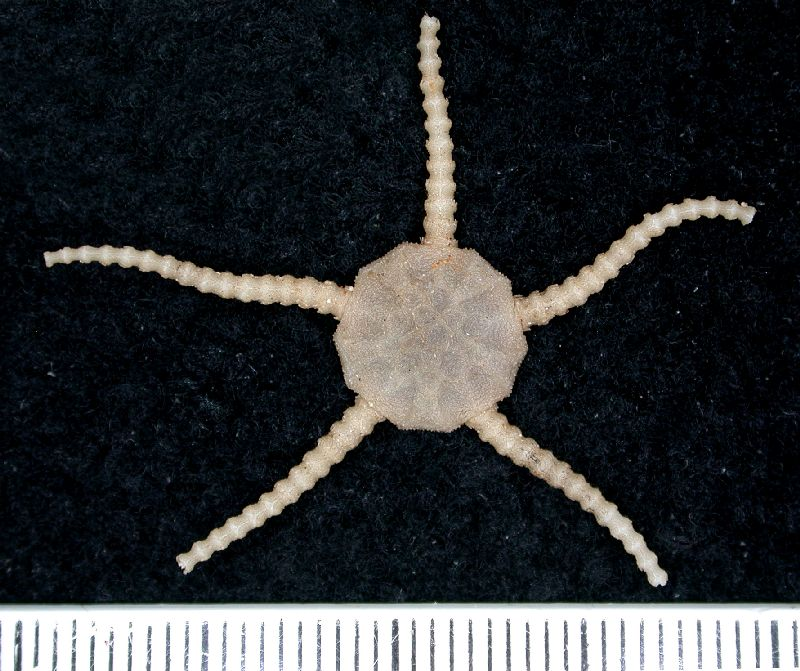
Ophiomusa granosa.
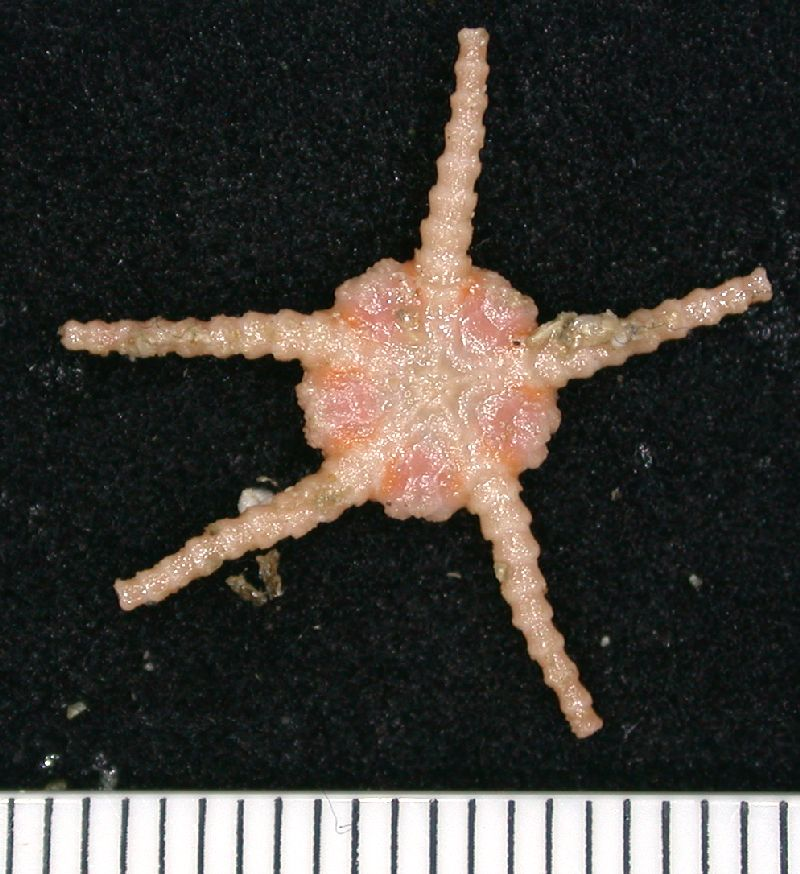
Ophiomusa incerta.
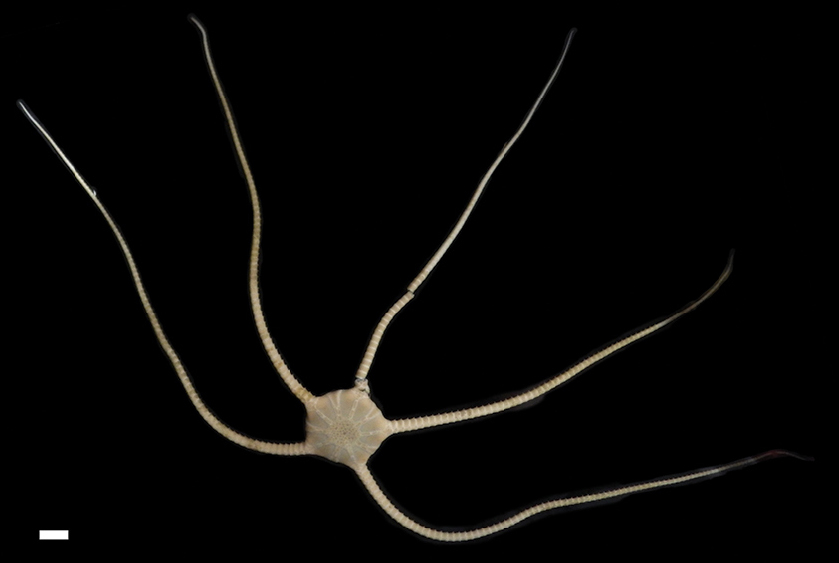
Ophiomusa lymani.
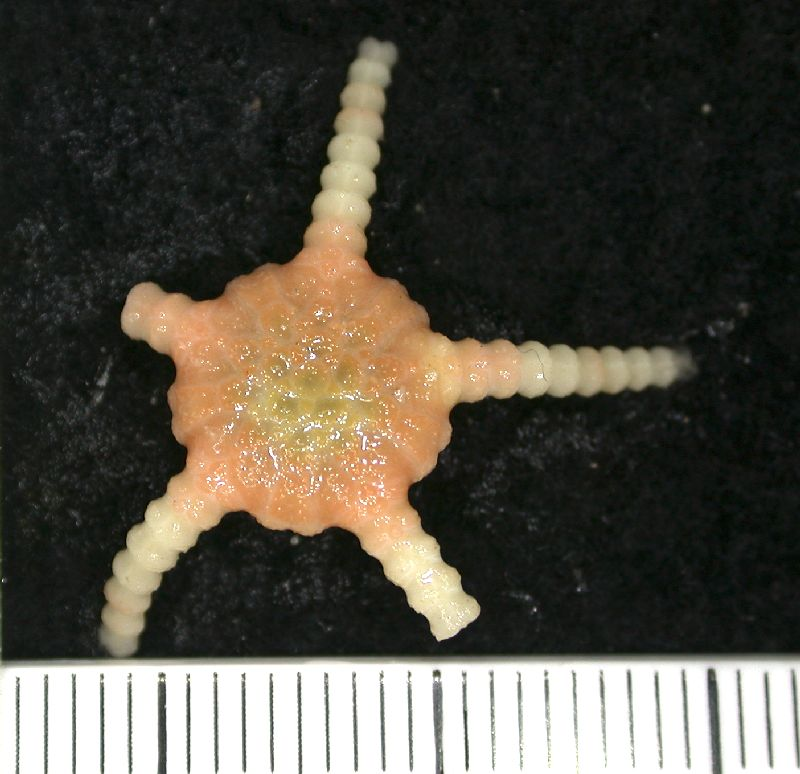
Ophiomusa relicta.
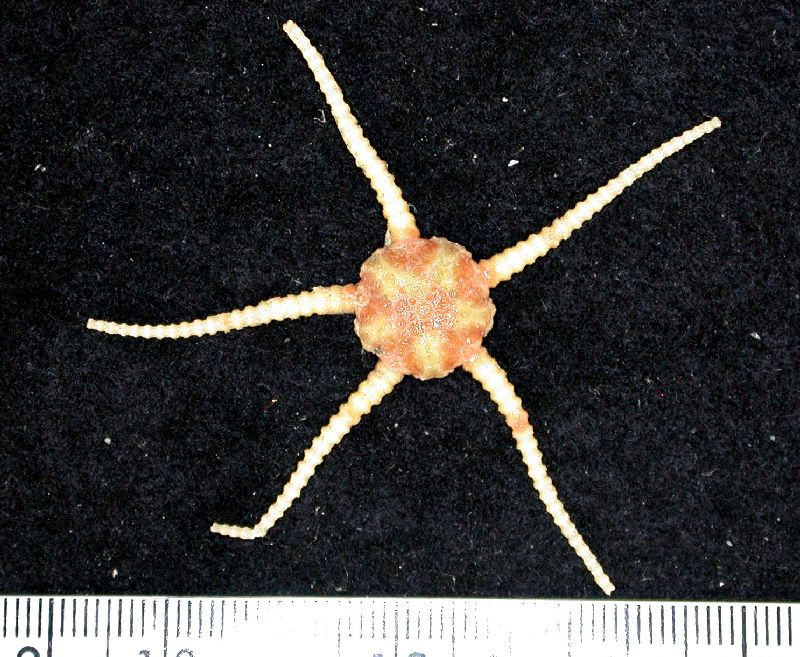
Ophiomusa scalare.